# Ostrovánky
Ostrovánky település Csehországban, Hodoníni járásban. Ostrovánky Bukovany, Sobůlky, Nechvalín és Věteřov településekkel határos. Lakosainak száma 225 fő (2024. január 1.).

## Népesség
A település lakosságának változását az alábbi diagram mutatja:
| Lakosok száma | 216  | 237  | 299  | 294  | 248  | 207  | 237  | 227  | 223  | 225  |
|               | 1869 | 1890 | 1921 | 1950 | 1980 | 2001 | 2017 | 2019 | 2022 | 2024 |